# Antonios Pepanos
Antonios Pepanos (en griego:Αντώνιος Πέπανος; 1866 – ?) fue un nadador, griego, que compitió en los Atenas 1896. Formaba parte del Gymnastiki Etaireia Patron, que fusionado al Panachaikos Gymnastikos Syllogos en 1923, se convertiría en el Panachaiki Gymnastiki Enosi.
Antes de las olimpíadas de 1896 en Atenas, Pepanos dudaba en tomar parte de las mismas, debido al hecho de que ya era mayor (30 años) y había ya pasado su mejor momento. Finalmente, compitió en el evento de 500 metros estilo libre. Terminó segundo con un tiempo de 9:57.6 del ganador, el austriaco Paul Neumann, quien había terminado en 8:12.6.